# Diego Nasell
Diego Nasell (Fou un músic espanyol del segle xviii).
Era de noble llinatge, se'l suposa descendent dels reis d'Aragó. En la seva joventut viatjà per Itàlia, on estudià amb el compositor D. Perez. Va compondre algunes òperes que signà amb l'anagrama del seu nom Egidio Lasnel. Entre aquestes òperes hi figuren: Attilio Regolo, representada a Palerm el 1748, va re agafa el llibret de P. Metastasio per a compondre l'òpera Demetrio, cantada en italià i dividida en tres actes, l'estrena de la qual tingué lloc en el "Teatro San Carlo" de Nàpols el 18 de desembre el 1749.